# Streptocarpus wendlandii
Streptocarpus wendlandii jättekornettblomma är en tvåhjärtbladig växtart som beskrevs av Spreng.. Streptocarpus wendlandii ingår i släktet Streptocarpus och familjen Gesneriaceae. Inga underarter finns listade i Catalogue of Life.